# Sally (chanteuse)
Pour les articles homonymes, voir Sally.
 (novembre 2020).
Sally, de son vrai prénom Marion, est une rappeuse auteure-compositrice-interprète française.

## Biographie
Son nom de scène est inspiré de la série télévisée Sally Bollywood : Super détective (2009-2013), un dessin animé de son enfance. Sally est née à Djibouti d'une mère somalienne, puis sera adoptée par une famille française. Elle habite à Paris depuis fin 2019.

## Musique
À la maison, c’est son frère qui lui fait découvrir les piliers du rap comme Booba, Sniper, Sinik, Orelsan. De même qu'elle accompagnait souvent sa mère membre d'une chorale. Ses influences musicales sont nombreuses et diversifiées, allant de Booba, Sevdaliza, Schoolboy Q, Kendrick Lamar, Lil Wayne, E-40, Too $hort, Jhené Aiko, à Céline Dion, France Gall, Niagara, Enrico Macias, Jacques Brel…
De nature timide et n'appréciant pas spécialement la vie en communauté, incarner Sally sur scène devient un exutoire pour Marion. Elle va jusqu’à écrire ses paroles dans le noir. Pour son premier EP Pyaar, l’intimité est de rigueur en studio : « Je retourne le micro pour être face à un mur et j’éteins toutes les lumières pour être dans le noir complet. »
Elle réalise ses premiers essais, souvent en anglais, avec un iPhone et ses écouteurs. Ses reprises sont remarquées par le rappeur Lord Esperanza qui, appréciant son timbre de voix, lui recommande d’écrire ses propres textes. Il l'intègre dans son label du lyriciste parisien Paramour. Sa première scène, en décembre 2018, était au Chabada à Angers en première partie du rappeur avec qui elle tournera sur neuf dates.
Sally a assuré les premières parties de la tournée d’Angèle lors de son Brol Tour : « Mon meilleur souvenir est sans aucun doute l’ouverture du Zénith de Paris d’Angèle. J’aime beaucoup le travail d’Angèle et c’est une personne très attachante. »
Elle a également fait un détour par les studios allemands de Colors. Une grande partie de son public l’a découverte grâce à ce studio, où son enregistrement JFLA a dépassé 2 millions de vues.
Sally a également sorti son premier EP le 22 novembre 2019. Nommé Pyaar, signifiant amour en hindi et est le thème principal de son album. Il y est représenté sous différentes facettes, que ce soit par le désir, le dégoût ou la colère.  
Dans le clip Vrille, sorti le 22 mai 2019, la chanteuse mélange des sonorités rap et hip-hop.
Sally fut également sélectionnée aux inouïs du Printemps de Bourges (Cher) 2020, dans la catégorie Urban pop. Elle fait également le tour des festivals, tels que BISE Festival, les Z’Eclectiques, Les 3 Elephants, le Festival GéNéRiQ à Dijon, etc.

## Bipolarité
Passant par des états euphoriques, puis dépressifs, voire suicidaires, Marion Cailleau a dû arrêter ses études en classe de première bac pro vente, afin d'aller dans un institut psychothérapeutique pendant six mois. C’est finalement le syndrome de bipolarité qui lui sera diagnostiqué, lui permettant de trouver un traitement adapté et de « retrouver un équilibre ».
Très croyante, Sally s’est fait tatouer deux mains qui prient en référence à un titre de Kid Cudi.